# Mehaigne (rivier)
De Mehaigne is een linker zijrivier van de Maas. Zij ontspringt op een hoogte van 180 meter te La Bruyère bij het gehucht La Spaumerie, provincie Namen. Eerst stroomt ze in oostelijke richting door het Waalse gedeelte van Haspengouw (Frans: Hesbaye) en dan verder vanaf Fumal zuidwaarts door een nauwe vallei naar Wanze waar zij op de grens met Statte op een hoogte van 85 meter in de Maas uitmondt.
Samen met de Piéton en de Orneau (twee zijriviertjes van de Samber) is het een van de zeldzame rivieren die in België (gedeeltelijk) naar het zuiden stromen.
Zijrivieren: onder andere de Burdinale.

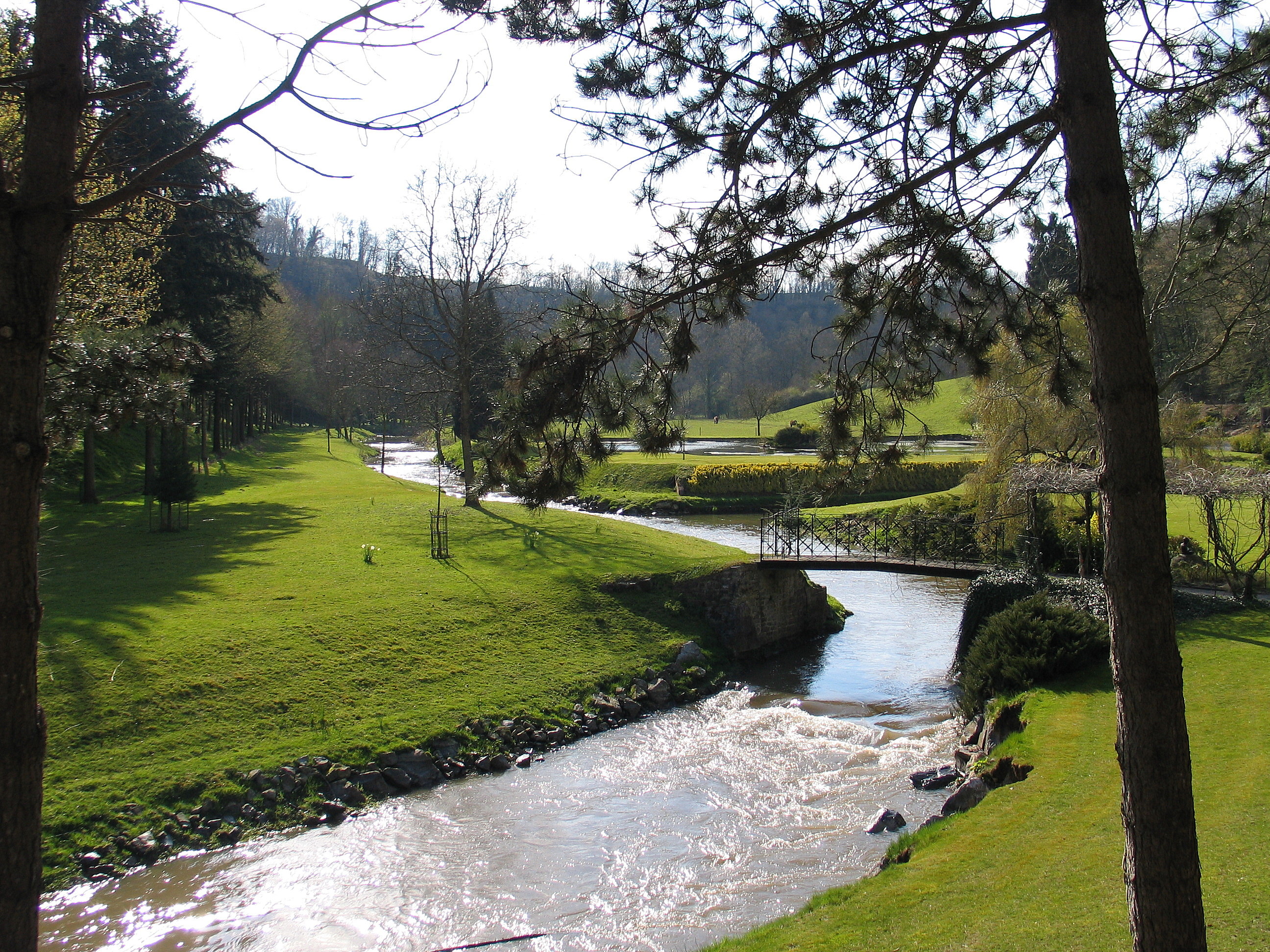
De Mehaigne in Huccorgne

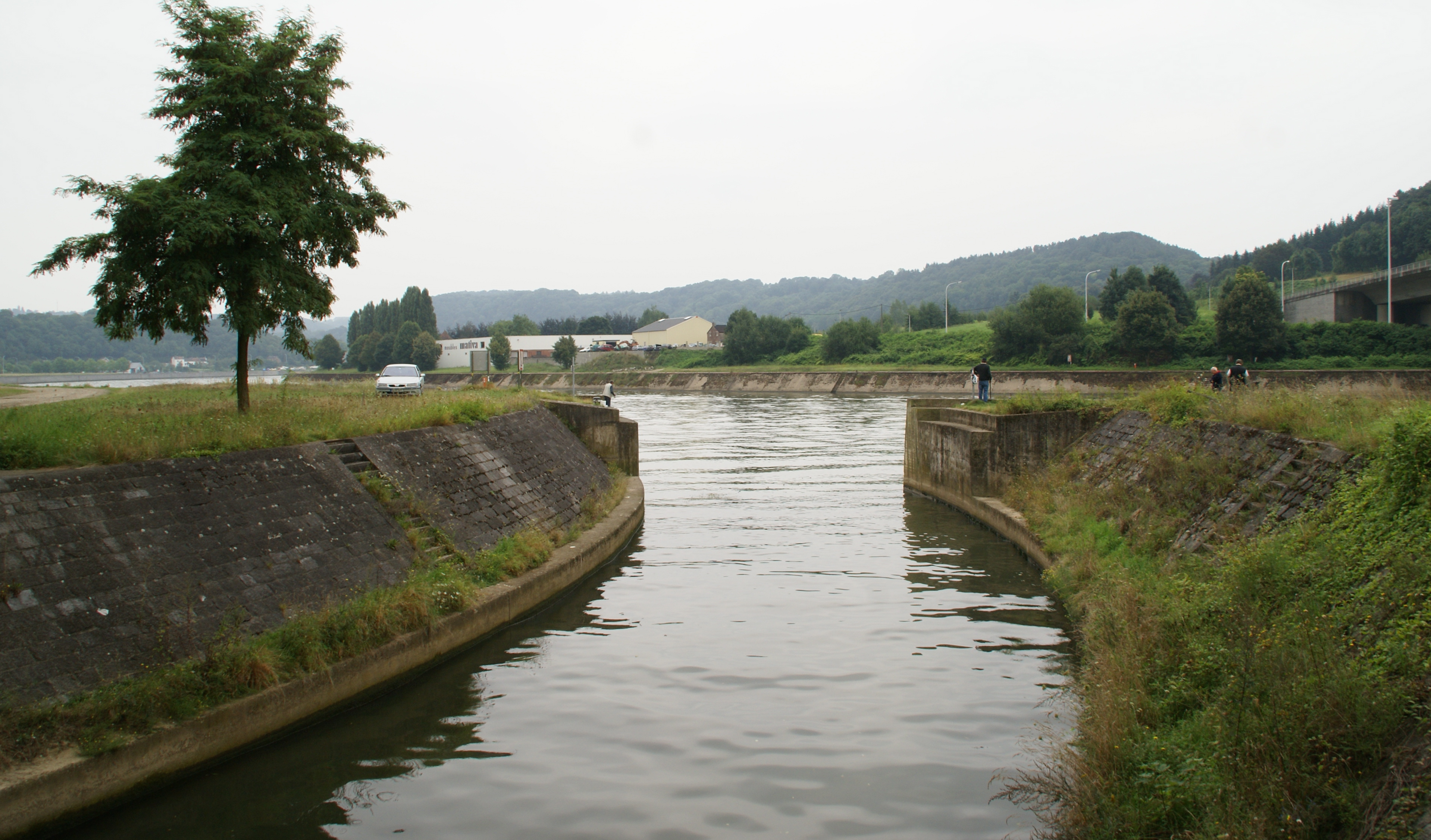
Monding van de Mehaigne in de Maas in Wanze

- Virtual International Authority File: 236141401